# 日本家畜人工授精師協会
一般社団法人日本家畜人工授精師協会（にほんかちくじんこうじゅせいしきょうかい）は、家畜人工授精師で構成された一般社団法人。家畜人工授精に関する啓蒙、啓発活動や家畜人工授精師の利益を守るための政治活動、ロビー活動などを行っている。法律上は強制入会制度はとっておらず、加入は各家畜人工受精師の任意である。

## 概要
- 所在：東京都江東区冬木11-17 イシマビル17F
- 会長：平尾和義

1966年（昭和41年）、農林水産省所管の社団法人として設立。2012年4月1日に一般社団法人へ移行した。